# Katya Echazarreta
Katya Celeste Echazarreta González (Guadalajara, Jalisco; 22 de junio de 1996), conocida como Katya Echazarreta, es una ingeniera electrónica y divulgadora científica mexicana. En junio de 2022 se convirtió en la primera mujer mexicana en viajar al Espacio Suborbital, como turista espacial en la misión Blue Origin NS-21 a bordo de una nave espacial New Shepard. Trabajó en la NASA, a través de su universidad, durante sus cuatro años de carrera. Mediante un certamen fue seleccionada, entre 7000 solicitantes, para volar al espacio con el NS-21 de Blue Origin, en su calidad de representante de persona ciudadana. Los otros cinco miembros de la tripulación fueron Evan Dick, Hamish Harding, Víctor Correa Hespanha, Jaison Robinson y Víctor Vescovo. Ha declarado que visitar el espacio es un sueño de toda la vida para ella y se siente orgullosa de representar a "todas las niñas y mujeres que sueñan con lograr algo más grande". En 2022 inició una colaboración en una serie de Netflix en Youtube Netflix IRL.Presentó el primer congreso aeroespacial en México en septiembre de 2024.

## Infancia y educación
Nació en México y vivió allí hasta alcanzar los 7 años de edad, cuando su familia decidió mudarse a California. Tuvo unos primeros años complicados, ya que, tuvo que aprender inglés mientras comenzaba su educación primaria.
Tras graduarse en el instituto, fue al San Diego City College durante tres años, donde formó parte de la Society of Women Engineers, fue mentora para el programa de Matemáticas, Ingeniería y Logros en la Ciencia (MESA, Mathematics, Engineering and Science Achievement) y fue premiada con una beca Price Scholarship. Más tarde, en 2016, Echazarreta se trasladó a UCLA para terminar su grado en 2019. Posteriormente inició una maestría en ingeniería eléctrica y computacional en la Universidad Johns Hopkins.

## Carrera
Antes de graduarse, fue pasante de investigación en 2016 en la Universidad Rutgers, donde participó en el programa de Investigación en Ciencia e Ingeniería (Research in Science and Engineering). Es coautora de Depth-Inversion "Easillusions" and "Hardillusions": Differences for Scenes and Faces, un artículo sobre el reconocimiento humano de dos ilusiones de inversión de profundidad: la percepción de una estructura de profundidad opuesta a la profundidad física del estímulo. En 2017, fue asistente de investigación en la UCLA para la Escuela de Ingeniería y Ciencias Aplicadas Henry Samueli, donde experimentó con varios materiales para que sirvieran tanto de placa de circuito impreso como de cuerpo de un robot, manteniendo porciones eléctricamente aisladas.[cita requerida]
Posteriormente obtuvo una práctica en el Laboratorio de Propulsión a Chorro (JPL) de la NASA para los veranos de 2018 y 2019. Tras su graduación en la UCLA, recibió formación como astronauta científica suborbital con el Proyecto PoSSUM. Pasó a ser ingeniera de tiempo completo en el JPL como parte del grupo de equipo de apoyo en tierra de Europa Clipper.

### Vuelo Suborbital
La iniciativa Space For Humanity seleccionó a Echazarreta, entre más de 7000 solicitantes, para volar al espacio en la misión Blue Origin NS-21. Los otros cinco miembros de la tripulación fueron Evan Dick, Hamish Harding, Víctor Correa Hespanha, Jaison Robinson y Víctor Vescovo. El 4 de junio del 2022, se convirtió en la primera mujer nacida en México en viajar al espacio suborbital. Ha declarado que visitar el espacio es un sueño de toda la vida para ella y se siente orgullosa de representar a "todas las niñas y mujeres que sueñan con lograr algo más grande". En 2022 inició una colaboración en una serie de Netflix en Youtube Netflix IRL.
En octubre de 2022, anunció la creación de una fundación para apoyar a la juventud, "el talento y la dedicación existen aquí, ahora hay que ayudar a que más personas de México y sus proyectos lleguen al espacio".

## Vida personal
Katya ha manifestado un gran amor por su familia. Ella manifestó que llevó una parte de las cenizas de su abuelo en el viaje realizado por la Blue Origin; "no fui la única mexicana que se fue al espacio ese día", reveló.

## Homenajes
En el 2023, la marca Mattel lanzó una muñeca Barbie en su honor.